# Gadesco-Pieve Delmona
Gadesco-Pieve Delmona là một đô thị ở tỉnh Cremona, vùng Lombardia của Italia, có vị trí cách khoảng 80 km về phía đông nam của Milan và khoảng 6 km về phía đông bắc của Cremona. Tại thời điểm ngày 31 tháng 12 năm 2004, đô thị này có dân số 1.729 người và diện tích là 17,1 km².
Gadesco-Pieve Delmona giáp các đô thị: Cremona, Grontardo, Malagnino, Persico Dosimo, Vescovato.